# Henri Louis Poisson
Henri Louis Poisson (* 24. August 1877 in Michery; † 9. Mai 1963 in Paris) war ein französischer Botaniker und Ornithologe. Sein offizielles botanisches Autorenkürzel lautet „Poiss.“

## Leben
Poisson studierte zunächst bis 1902 an der École nationale vétérinaire de Lyon (ENVL) und während seiner Zeit als Praktikant im Labor für Zoologie und Parasitologie der École nationale vétérinaire d’Alfort (envA) von 1903 bis 1905 dann an der Fakultät für Naturwissenschaften in Paris.
1905 erhielt er eine Anstellung am Lehrstuhl für Kultur des Muséum national d’histoire naturelle und wurde 1912 mit einer Dissertation zum Thema Recherches sur la Flore Méridionale de Madagascar zum Doktor der Naturwissenschaften promoviert. Von 1914 bis 1919 war er Veterinär der französischen Armee. In dieser Funktion gelangte er 1916 nach Antsiranana (Diego Suarez) in Madagaskar, wo er Raymond Decary traf und mit ihm zusammenarbeitete. Von 1920 bis 1924 war er in Toliara (Tuléar) stationiert. Dort stellte er botanische Sammlungen zusammen.  Er war 1928 Chefveterinär in Madagaskar. Später war er Generalinspekteur des Veterinärdienstes der Französischen Überseegebiete.
1954 wurde er in Tananarive zur Ruhe gesetzt und kehrte zurück nach Paris.

## Veröffentlichungen (Auswahl)
- 1912: Recherches sur la Flore Méridionale de Madagascar (Dissertation)
- 1925: Recherches vétérinaires sur l'autruche à Madagascar
- Recherches sur la Flore Méridionale de Madagascar
- 1940: Collection de documents concernant Madagascar et les pays voisins, Tananarive

## Ehrungen
- Médaille de la guerre de 1914–1918[3]
- 1928: Aufnahme in die Société des sciences médicales de Madagascar
- 1929 Ritter der Ehrenlegion[3]
- 1948: Offizier des Ordre du Mérite agricole[3]
- 1948: Aufnahme als korrespondierendes Mitglied der 2. Sektion durch die Académie des Sciences d’Outre-Mer
- 1958: Aufnahme als Mitglied der 4. Sektion durch die Académie des Sciences d’Outre-Mer[3]